# BenQ
BenQ Corporation (IPA: /ben kju:/; chino: 明基電通股份有限公司) es una compañía taiwanesa especializada en la fabricación de aparatos informáticos, de comunicaciones y dispositivos electrónicos para el uso doméstico, tales como teclados, ratones y monitores, entre otros.

## Historia
- 1984: Fundación de BenQ Corporation.